# Wendia schelkovnikovii
Wendia schelkovnikovii är en flockblommig växtart som först beskrevs av Jurij Nikolajevitj Voronov, och fick sitt nu gällande namn av Aleksandr Alfonsovitj Grossgejm. Wendia schelkovnikovii ingår i släktet Wendia och familjen flockblommiga växter. Inga underarter finns listade i Catalogue of Life.